# Huehuetla (Puebla)
Huehuetla è una municipalità dello stato di Puebla, nel Messico centrale, il cui capoluogo è la località omonima.
Conta 15.689 abitanti (2010) e ha una estensione di 47,95 km². 	 	
Il significato del nome della località in lingua nahuatl è luogo antico.